# Rachel Kempson
Rachel Kempson (28 de mayo de 1910 - 24 de mayo de 2003), Lady Rachel Redgrave, fue una actriz británica. Casada con el actor Sir Michael Redgrave, fue la matriarca de una famosa dinastía de intérpretes.

## Biografía
Kempson nació en Darmouth, Inglaterra, siendo sus padres Beatrice Hamilton y Eric William Edward Kempson, un director de colegio.
Kempson estudió en la Real Academia de Arte Dramático antes de unirse a la Royal Shakespeare Company. Se casó con Michael Redgrave en 1935 y la pareja actuó junta en escena en numerosas ocasiones. Ella trabajó también en el cine y en la televisión, destacando entre sus películas The Captive Heart (1946), Tom Jones (1963), Out of Africa (1985) y Tío Vania (1991). En televisión participó en la serie The Jewel in the Crown (1984).  
En 1986 publicó su autobiografía, Life Among the Redgraves, publicada por Dutton. 
Al casarse con Michael Redgrave en 1935, Kempson se convirtió en la nuera de los actores Roy Redgrave y Margaret Scudamore. Sus hijos fueron Vanessa, Corin (1939-2010) y Lynn Redgrave (1943-2010), y sus nietos Joely y Natasha Richardson (1963-2009), Jemma Redgrave, Luke Redgrave, Arden Redgrave, Harvey Redgrave, Carlo Nero, Benjamin B. Clark, Kelly B. Clark, y Annabel Lucy Clark. 
En 1959 su marido fue nombrado caballero, por lo que ella pasó a ser, formalmente, Lady Redgrave, título que nunca usó profesionalmente. Rachel Kempson falleció en 2003, cuatro días antes de cumplir los 93 años, a causa de un ictus en el domicilio de su nieta Natasha Richardson en Millbrook, Nueva York (Estados Unidos). Fue enterrada en el Cementerio Episcopal Saint Peter en Lithgow, Nueva York.